# Diagrama de radiació

Gràfic de radiació polar típic. La majoria de les antenes mostren un diagrama de "lòbuls" o màxims de radiació. En una antena directiva, mostrada aquí, el lòbul més gran, en la direcció de propagació desitjada, s'anomena "lòbul principal". Els altres lòbuls s'anomenen "lòbuls laterals" i solen representar radiació en direccions no desitjades.

En el camp del disseny d'antenes, el terme diagrama de radiació (o diagrama d'antena o diagrama de camp llunyà) es refereix a la dependència direccional (angular) de la força de les ones de ràdio de l'antena o una altra font.
Particularment en els camps de la fibra òptica, els làsers i l'òptica integrada, el terme diagrama de radiació també es pot utilitzar com a sinònim del diagrama de camp proper o diagrama de Fresnel. Això fa referència a la dependència posicional del camp electromagnètic en el camp proper, o regió de Fresnel de la font. El patró de camp proper es defineix amb més freqüència sobre un pla situat davant de la font, o sobre una superfície cilíndrica o esfèrica que l'envolta.
El diagrama de camp llunyà d'una antena es pot determinar experimentalment a un rang d'antena, o alternativament, el diagrama de camp proper es pot trobar utilitzant un escàner de camp proper, i el patró de radiació se'n dedueix per càlcul. El patró de radiació de camp llunyà també es pot calcular a partir de la forma de l'antena mitjançant programes informàtics com NEC. Un altre programari, com HFSS, també pot calcular el camp proper.
El diagrama de radiació de camp llunyà es pot representar gràficament com una gràfica d'una d'una sèrie de variables relacionades, incloent; la intensitat del camp a un radi constant (gran) (un diagrama d'amplitud o diagrama de camp), la potència per unitat d'angle sòlid (diagrama de potència) i el guany directiu. Molt sovint, només es representa l'amplitud relativa, normalitzada a l'amplitud de la mira de l'antena o a la potència radiada total. La quantitat representada es pot mostrar en una escala lineal o en dB. La trama normalment es representa com un gràfic tridimensional (com a la dreta), o com a gràfics separats en el pla vertical i el pla horitzontal. Això sovint es coneix com a diagrama polar.